# 森靖隆
森 靖隆（もり やすたか、1983年7月3日 - ）は日本のファッションモデル、ファッションデザイナー。千葉県出身。ビーナチュラル所属。
趣味、特技は公園を散歩 、リメイク、アイスホッケー、アメフト。
ファッション雑誌のモデルとして活躍。ALL GROWN UPのデザイナーでもある。
その他にもSEVADESIGN名義でのアーティストとしてグラフィック・空間デザインなどの活動をしている。

## 出演

### 雑誌
- MEN'S NON-NO
- POPEYE
- smart
- GINZA
- street Jack
- HDP
- FINEBOYS　　ほか

### 広告
- ユニクロ
- 丸井
- 柏ステーションモール
- blondy
- 日産自動車
- naked bunch
- DoCoMo

### SHOW
- ROEN
- COMME CA COLLECTION
- o.d.a
- abx
- YUJI YAMADA
- LADMUSISIAN
- F-MODE
- KEITA MARUYAMA
- FRAPBOIS
- ILIA D
- APC
- ツモリチサト
- JULIUS
- VGRANTHAM
- WHEREABOUTS